# Philip Ardagh
Philip Ardagh (nascido em 1961 em Londres) é um escritor britânico famoso pela série Aventuras improváveis, que consta de três livros: 
- A queda de fergal
- Herdeiro do mistério
- A ascensão da família Mcnally